# Mehdiascaris
Mehdiascaris, benannt zu Ehren des indischen Helminthologen Syed Mehdi Ali (1948–1982), ist eine Gattung der Spulwürmer, die bei Süßwasserfischen vorkommen.

## Merkmale
Vom Vorderrand der Lippen entspringen Läppchen, zudem ist ein gut entwickelter Zahn an den Lippen ausgebildet. Die Vulva liegt hinter der Körpermitte. Der Ventriculus hat einen sehr langen Anhang. Die Merkmale werden zur eindeutigen Identifizierung der Gattung als relativ schwach eingestuft, Gerhard Hartwich nahm sie nicht in die CIH Keys to genera of the Ascaridoidea auf, hier ist also weiteres Untersuchungsmaterial erforderlich. Die aktuelle Systematik und das Interim Register of Marine and Nonmarine Genera führen sie jedoch als valide Gattung.

## Systematik
Zur Gattung gehören zwei Arten:
- Mehdiascaris bombayensis Kalyankar, 1969
- Mehdiascaris suraiyae Kalyankar, 1969